# Balkáni füzike
A balkáni füzike (Phylloscopus orientalis) a verébalakúak (Passeriformes) rendjébe, ezen belül a füzikefélék (Phylloscopidae) családjába és a Phylloscopus nembe tartozó faj. A korábbi rendszerezések nem különítették el a Bonelli-füzikétől. 11-12 centiméter hosszú. A mediterrán térség keleti részétől (Horvátországtól) nyugat-Iránig költ, a tölgy- és bükkerdőket kedveli, télen Kelet-Afrika északi területeire vándorol. Rovarokkal, pókokkal táplálkozik, ősszel gyümölcsöket is fogyaszt. Fészkét a földre építi, fészekalja 4-6 tojásból áll.

## Fordítás
- Ez a szócikk részben vagy egészben  az   Eastern Bonelli's warbler című angol Wikipédia-szócikk fordításán alapul.  Az eredeti cikk szerkesztőit annak laptörténete sorolja fel. Ez a jelzés csupán a megfogalmazás eredetét és a szerzői jogokat jelzi, nem szolgál a cikkben szereplő információk forrásmegjelöléseként.